# Jessica (canção)
Jessica é uma canção instrumental da banda de rock/country rock estadunidense The Allman Brothers Band, lançada em dezembro de 1973 como o segundo single do quarto álbum de estúdio do grupo, Brothers and Sisters (1973). Escrita pelo guitarrista Dickey Betts, a música é uma homenagem ao guitarrista de jazz Django Reinhardt, na medida em que foi projetada para ser tocada usando apenas dois dedos da mão esquerda.
Betts escreveu a maior parte de "Jessica" na fazenda da banda em Juliette, Geórgia. Ele deu o nome de sua filha, Jessica Betts, que era criança quando a canção foi lançada. Ela seguiu o ritmo da música e Betts tentou capturar sua atitude com a melodia. Ele convidou o colega guitarrista Les Dudek para colaborar, e Dudek executou a ponte. O arranjo foi elaborado antes da gravação, que aconteceu no Capricorn Sound Studios em Macon, Georgia.
Lançado como single após o imensamente bem-sucedido "Ramblin' Man", "Jessica" não recebeu o mesmo nível de sucesso nas paradas. Apesar disso, tornou-se um padrão nas rotações das rádios de rock clássico nas décadas seguintes. As críticas foram amplamente positivas. Muitos críticos da época a consideraram um destaque do álbum, e um artigo do Wall Street Journal de 2006 a considerou "uma verdadeira herança nacional". Foi usada como tema da série de TV britânica Top Gear de 1977, bem como de sua atual iteração relançada em 2002.
Uma gravação posterior ao vivo de "Jessica", incluída no álbum An Evening with the Allman Brothers Band: 2nd Set, de 1995, ganhou um Grammy Awards de Melhor Performance Instrumental de Rock no 38º Grammy Awards em 1996.

## Créditos Musicais
Notas do encarte do álbum
- Richard Betts — Guitarra
- Gregg Allman — Órgão
- Lamar Williams — Baixo Elétrico
- Chuck Leavell — Piano e Piano Elétrico
- Les Dudek — Violão
- Butch Trucks — Bateria, Tímpanos e Percussão
- Jaimoe — Bateria e congas

## Desempenho nas Paradas Musicais
| Parada Musical (1973)      | Desempenho |
| -------------------------- | ---------- |
| Top Singles (RPM)          | 35         |
| Adult Contemporary (RPM)   | 68         |
| Dutch Top 40               | 29         |
| Billboard Hot 100          | 65         |
| Easy Listening (Billboard) | 29         |